# Collegio elettorale di Isernia (Senato della Repubblica)
Il collegio di Isernia fu un collegio elettorale uninominale della Repubblica Italiana per l'elezione del Senato della Repubblica. Apparteneva alla Circoscrizione Molise e fu utilizzato per eleggere un senatore nella XII, XIII e XIV legislatura.
Venne istituito nel 1993 con la cosiddetta Legge Mattarella (Legge n. 276, Norme per l'elezione del Senato della Repubblica), attuata in seguito al referendum abrogativo del 1993. La legge istituì per la Camera dei deputati e per il Senato della Repubblica un sistema di elezione misto, in parte maggioritario e in parte proporzionale. Il 75% dei parlamentari dell'assemblea veniva eletto in collegi uninominali tramite sistema maggioritario a turno unico; il restante 25% al Senato veniva eletto tramite recupero proporzionale dei più votati non eletti attraverso un meccanismo di calcolo denominato "scorporo", cioè sottraendo dal conteggio dei voti totali di una lista nella parte proporzionale i voti ottenuti dai candidati collegati alla medesima lista che erano eletti nei collegi uninominali con il sistema maggioritario.
Il collegio venne abolito insieme a tutti gli altri che costituivano il Senato con la promulgazione della legge elettorale successiva, la cosiddetta Legge Calderoli. Questa prevedeva un sistema proporzionale con premio di maggioranza, che al Senato veniva attribuito a livello regionale.

## Territorio
Il collegio di Isernia era uno dei 2 collegi uninominali in cui era suddiviso il Molise e, come previsto dal D.Lgs. del 20 dicembre 1993 n. 535, comprendeva i comuni di Acquaviva d'Isernia, Agnone, Bagnoli del Trigno, Baranello, Belmonte del Sannio, Bojano, Busso, Campochiaro, Cantalupo nel Sannio, Capracotta, Carovilli, Carpinone, Casalciprano, Castel del Giudice, Castel San Vincenzo, Castelbottaccio, Castelpetroso, Castelpizzuto, Castelverrino, Castropignano, Cercemaggiore, Cercepiccola, Cerro al Volturno, Chiauci, Civitacampomarano, Civitanova del Sannio, Colle d'Anchise, Colli a Volturno, Conca Casale, Duronia, Ferrazzano, Filignano, Forlì del Sannio, Fornelli, Fossalto, Frosolone, Gambatesa, Gildone, Guardiaregia, Isernia, Limosano, Longano, Lucito, Macchia d'Isernia, Macchiagodena, Mirabello Sannitico, Miranda, Molise, Montagano, Montaquila, Montenero Val Cocchiara, Monteroduni, Oratino, Pesche, Pescolanciano, Pescopennataro, Petrella Tifernina, Pettoranello del Molise, Pietrabbondante, Pietracupa, Pizzone, Poggio Sannita, Pozzilli, Riccia, Rionero Sannitico, Ripalimosani, Roccamandolfi, Roccasicura, Rocchetta a Volturno, Salcito, San Biase, San Giuliano del Sannio, San Massimo, San Pietro Avellana, San Polo Matese, Santa Maria del Molise, Sant'Agapito, Sant'Angelo del Pesco, Sant'Angelo Limosano, Sant'Elena Sannita, Scapoli, Sepino, Sessano del Molise, Spinete, Torella del Sannio, Trivento, Tufara, Vastogirardi, Venafro e Vinchiaturo. 

## Eletti
| Elezione | Elezione | Senatore           | Partito                 |
| -------- | -------- | ------------------ | ----------------------- |
|          | 1994     | Antonino Valletta  | Progressisti (PSI)      |
|          | 1996     | Antonino Valletta  | L'Ulivo (FL)            |
|          | 2001     | Alfredo D'Ambrosio | Casa delle Libertà (FI) |

## Dati elettorali

### XII legislatura
|                               | Antonino Valletta ✔️ Eletto | Progressisti                  | 25 486  | 32,14 |  |  |  |  |  |
|                               | Giovanni Petrollini         | Polo del Buon Governo         | 23 170  | 29,22 |  |  |  |  |  |
|                               | Fernando Di Laura Frattura  | Patto per l'Italia            | 15 482  | 19,52 |  |  |  |  |  |
|                               | Rosario De Matteis          | Partito Popolare Progressista | 10 153  | 12,80 |  |  |  |  |  |
|                               | Salvatore D'Angelo          | Socialdemocrazia              | 3 752   | 4,73  |  |  |  |  |  |
|                               | Nunzio Pascarella           | Rinnovamento                  | 1 262   | 1,59  |  |  |  |  |  |
| Totale                        | Totale                      | Totale                        | 79 305  | 100   |  |  |  |  |  |
|                               |                             |                               |         |       |  |  |  |  |  |
| Voti non validi               | Voti non validi             | Voti non validi               | 14 554  | 15,51 |  |  |  |  |  |
| Votanti                       | Votanti                     | Votanti                       | 93 859  | 67,74 |  |  |  |  |  |
| Elettori                      | Elettori                    | Elettori                      | 138 567 |       |  |  |  |  |  |
|                               |                             |                               |         |       |  |  |  |  |  |
| Data: 27-28 marzo 1994        |                             |                               |         |       |  |  |  |  |  |
| Fonte: Ministero dell'interno |                             |                               |         |       |  |  |  |  |  |

### XIII legislatura
|                               | Antonino Valletta ✔️ Eletto | L'Ulivo                            | 35 349  | 47,02 |  |  |  |  |  |
|                               | Raffaele Mauro              | Polo per le Libertà                | 31 788  | 42,29 |  |  |  |  |  |
|                               | Mario Tronca                | Movimento Sociale Fiamma Tricolore | 5 353   | 7,12  |  |  |  |  |  |
|                               | Giacinto Ricella            | Partito Popolare Progressista      | 1 474   | 1,96  |  |  |  |  |  |
|                               | Alberto Addivinola          | Socialista                         | 1 207   | 1,61  |  |  |  |  |  |
| Totale                        | Totale                      | Totale                             | 75 171  | 100   |  |  |  |  |  |
|                               |                             |                                    |         |       |  |  |  |  |  |
| Voti non validi               | Voti non validi             | Voti non validi                    | 13 153  | 14,89 |  |  |  |  |  |
| Votanti                       | Votanti                     | Votanti                            | 88 324  | 62,44 |  |  |  |  |  |
| Elettori                      | Elettori                    | Elettori                           | 141 446 |       |  |  |  |  |  |
|                               |                             |                                    |         |       |  |  |  |  |  |
| Data: 21 aprile 1996          |                             |                                    |         |       |  |  |  |  |  |
| Fonte: Ministero dell'interno |                             |                                    |         |       |  |  |  |  |  |

### XIV legislatura
|                               | Alfredo D'Ambrosio ✔️ Eletto | Casa delle Libertà                   | 34 067  | 42,00 |  |  |  |  |  |
|                               | Marcello Veneziale           | L'Ulivo                              | 28 439  | 35,06 |  |  |  |  |  |
|                               | Domenico Barbaro             | Democrazia Europea                   | 6 738   | 8,31  |  |  |  |  |  |
|                               | Giancarlo Battista           | Lista Di Pietro                      | 6 392   | 7,88  |  |  |  |  |  |
|                               | Giuseppe Pittà               | Partito della Rifondazione Comunista | 2 630   | 3,24  |  |  |  |  |  |
|                               | Antonio Tommasi              | Fronte Nazionale                     | 1 756   | 2,17  |  |  |  |  |  |
|                               | Laura Terni                  | Lista Pannella-Bonino                | 1 084   | 1,34  |  |  |  |  |  |
| Totale                        | Totale                       | Totale                               | 81 106  | 100   |  |  |  |  |  |
|                               |                              |                                      |         |       |  |  |  |  |  |
| Voti non validi               | Voti non validi              | Voti non validi                      | 12 752  | 13,59 |  |  |  |  |  |
| Votanti                       | Votanti                      | Votanti                              | 93 858  | 66,61 |  |  |  |  |  |
| Elettori                      | Elettori                     | Elettori                             | 140 899 |       |  |  |  |  |  |
|                               |                              |                                      |         |       |  |  |  |  |  |
| Data: 13 maggio 2001          |                              |                                      |         |       |  |  |  |  |  |
| Fonte: Ministero dell'interno |                              |                                      |         |       |  |  |  |  |  |